# Shopify
Shopify Inc. – wywodząca się z Kanady, działająca na rynku międzynarodowym firma zajmująca się handlem elektronicznym. Jej główna siedziba znajduje się w Ottawie, w prowincji Ontario. To także nazwa autorskiej platformy e-commerce dla sklepów internetowych i detalicznych systemów POS. Shopify oferuje zestaw usług „obejmujących płatności, marketing, wysyłkę i narzędzia służące interakcji z klientami”, które mają na celu uproszczenie prowadzenia sklepów internetowych małym sprzedawcom.
Spółka podała, że w czerwcu 2019 z jej platformy korzystało ponad 1 000 000 firm w około 175 krajach, a ich całkowita wartość towarów brutto w roku kalendarzowym 2018 przekroczyła 41,1 mld USD.